# تصدیق نیچه‌ای
تصدیق نیچه (به انگلیسی: Nietzschean affirmation) مفهومی است که به صورت علمی در فلسفه فردریش نیچه شناسایی شده است. مثالی که برای توصیف این مفهوم استفاده می‌شود، در بخشی از کتاب اراده معطوف به قدرت نیچه است:
فرض کنید که ما به یک لحظه «بله» گفته‌ایم، آنگاه نه تنها به خودمان، بلکه به کل هستی «بله» گفته‌ایم. زیرا هیچ چیز، چه در خودمان و چه در اشیاء، به تنهایی وجود ندارد؛ و اگر روح ما فقط یک بار با نوای شادی به ارتعاش درآید و طنین‌انداز شود، آنگاه تمام ابدیت برای وقوع این اتفاق واحد لازم بوده است - و در این لحظه که «بله» گفته‌ایم، تمام ابدیت پذیرفته، رهایی یافته، توجیه و تأیید شده است.— نیچه، فریدریش، اراده معطوف به قدرت: گزیده‌هایی از دفترهای دهه ۱۸۸۰ (ترجمه‌شده توسط آر. کوین هیل و مایکل ای. اسکارپیتی) .انتشارات پنگوئن، ۲۰۱۷، صفحه ۵۶۶

## مخالفت با شوپنهاور
والتر کافمن نوشت که نیچه «یونانی‌هایی را ستایش می‌کند که در مواجهه با وحشت طبیعت و تاریخ، مانند شوپنهاور به «نفی بودایی اراده» پناه نبردند، بلکه در عوض تراژدی‌هایی آفریدند که در آن‌ها زندگی علی‌رغم همه چیز، زیبا جلوه می‌کند.» نفی اراده از سوی شوپنهاور، «نه» گفتن به زندگی و جهان بود، جهانی که او آن را صحنه‌ای از درد و شر می‌دانست. «نیچه، درست در مقابل شوپنهاور که مخالف نهایی زندگی بود، خود را در جایگاه بله‌گوی نهایی قرار داد...» تأیید نیچه بر درد و شر زندگی، در تضاد با شوپنهاور، ناشی از سرریز شدن زندگی بود. به گفته نیچه، طرفداری شوپنهاور از انکار خود و نفی زندگی بسیار مضر بود. نیچه در تمام رشد خود نگران آسیب‌هایی بود که به نظر او ناشی از انزجار شوپنهاوری از زندگی و رویگردانی از جهان بود.

## تفسیر دریدایی
ژاک دریدا به تصدیق نیچه‌ای به‌عنوان بازشناسی فقدان یک مرکز یا خاستگاه در زبان و بخش‌های متعدد آن، بدون هیچ مبنای محکمی که بتوان لوگوس یا حقیقت را بر آن بنا کرد، علاقه‌مند شد. این شوک در فلسفه دریدا امکان دو واکنش را فراهم می‌کند: ۱) واکنش منفی‌تر و مالیخولیایی‌تر، که او آن را روسویی می‌نامد؛ ۲) تأیید مثبت‌تر نیچه‌ای. دیدگاه روسو بر رمزگشایی حقیقت و خاستگاه زبان و نشانه‌های فراوان آن متمرکز است، که مشغله‌ای طاقت‌فرسا است. با این حال پاسخ دریدا به نیچه، مشارکت فعالی را با این نشانه‌ها ارائه می‌دهد و در فلسفه دریدا به پاسخی قاطع‌تر به زبان می‌رسد.

دریدا در کتاب «ساختار، نشانه و بازی دیدگاه نیچه را این‌گونه بیان می‌کند:
... تأیید شادی‌بخش بازی جهان و معصومیتِ شدن، تأیید جهانی از نشانه‌های بی‌خطا، بی‌حقیقت و بی‌خاستگاه که به تفسیری فعال ارائه می‌شود.
دریدا نه تنها آثار نیچه را پرورش داد بلکه آن را در حوزه زبان تکامل بخشید؛ با انجام این کار، او خوش‌بینی نیچه را در برداشت خود از «بازی» زبان - که ذاتی زبان است - به کار گرفت؛ بازی‌ای که بسیار فراتر از « جایگزینی تکه‌های داده شده موجود و حاضر» است. بخش عمده‌ای از این روحیه در کنار گذاشتن هر نوع انسان‌گرایی جدید نهفته است؛ این پذیرش امر اجتناب‌ناپذیر، آسودگی زیادی به همراه دارد. و همچنین فرصتی برای تأیید و پرورش بازی، که بشریت و علوم انسانی را قادر می‌سازد «از انسان و انسان‌گرایی فراتر روند».

## در هستی‌شناسی دلوزی
در هستی‌شناسی ژیل دلوز، تتصدیق یید به‌عنوان قدرتی مثبت از تمایز خودمحور نیروها تعریف می‌شود که در تضاد با وحدت ضدین آوف هه بونگ اضداد در دیالکتیک هگلی است.  دلوز در کتاب تفاوت و تکرار مفهوم کمیت‌های اشتدادی هستی‌شناختی خود را به چیزی که «حتی پایین‌ترین [چیز] را تأیید می‌کند» مرتبط می‌کند. این امر تا حدودی در ایده نیچه مبنی بر این‌که بازگشت جاودانه «دورترین را به نزدیکترین، و آتش را به روح، شادی را به غم و شرورترین را به مهربانترین» مشابهت دارد.